# Potelières
Potelières – miejscowość i gmina we Francji, w regionie Oksytania, w departamencie Gard.
Według danych na rok 1990 gminę zamieszkiwało 256 osób, a gęstość zaludnienia wynosiła 40 osób/km² (wśród 1545 gmin Langwedocji-Roussillon Potelières plasuje się na 660. miejscu pod względem liczby ludności, natomiast pod względem powierzchni na miejscu 939.).